# Осада Сисавранона
Осада Сисавранона — произошла в 541 году между византийскими войсками под командованием Велизария и гарнизоном крепости Сисавранон, принадлежавшей Сасанидской империи, под командованием Блесхама.
Римляне применяли различные методы, включая штурмы и военные хитрости. После получения сведений о нехватке припасов в крепости византийцы добились капитуляции гарнизона, который дезертировал и перешёл на сторону Византии.

## Предыстория
В 541 году византийский император Юстиниан I направил Велизария в поход на Восток. Велизарий выступил из дары вместе с готскими отрядами и союзными гассанидскими арабами. Лагерь был разбит возле Нисибиса. Византийцы попытались выманить персидский гарнизон из крепости и разбить его в открытом бою, прежде чем приступить к осаде, но попытка не удалась: персы под командованием Набеда предприняли внезапный рейд и отступили обратно в укреплённый город.
Велизарий отказался от осады Нисибиса и направил свои силы к соседней приграничной крепости — Сисавранону, которую оборонял гарнизон из 800 персидских всадников (асваранов).

## Осада
Первый штурм римлян закончился поражением с тяжёлыми потерями. Нападавшие были спасены лишь благодаря хорошо скоординированной атаке остготской кавалерии. После этого Велизарий организовал осаду методом блокады. Для защиты своих позиций он отправил гассанидов под командованием Аль-Хариса ибн Джабалы на другой берег Тигра для набегов. Велизарий не полностью доверял арабскому царю и поэтому направил с ним 1200 регулярных римских солдат, в основном своих собственных гипаспистов.
Во время рейда один из пленных персов сообщил, что в Сисавраноне мало или вовсе нет припасов. Благодаря этой информации Велизарий получил преимущество на переговорах, и в итоге персидский гарнизон капитулировал и перешёл на сторону византийцев. Их сразу же отправили в Италию для участия в Готской войне на стороне Византии.
Сильная жара в Месопотамии вызвала массовые болезни в римском лагере, из-за чего Велизарий был вынужден прервать кампанию. Больных отправили обратно в повозках. Отряд, отправленный в рейд, не вернулся и не сообщил о своём местонахождении. Прокопий утверждал, что арабы захотели оставить всю добычу себе.

## Последствия
Дезертировавший персидский гарнизон принял участие в Готской войне — в частности, в осаде Вероны и битве при Фавенции. Среди них был Артабаз, чьи люди захватили городские ворота Вероны и участвовали в поединках под Фавенцией.

## Комментарии
1. ↑  По словам Прокопия (92.19.12): «сарацины по природе своей не способны на штурм стен, но превосходят всех в грабежах».